# Paul Durrieu

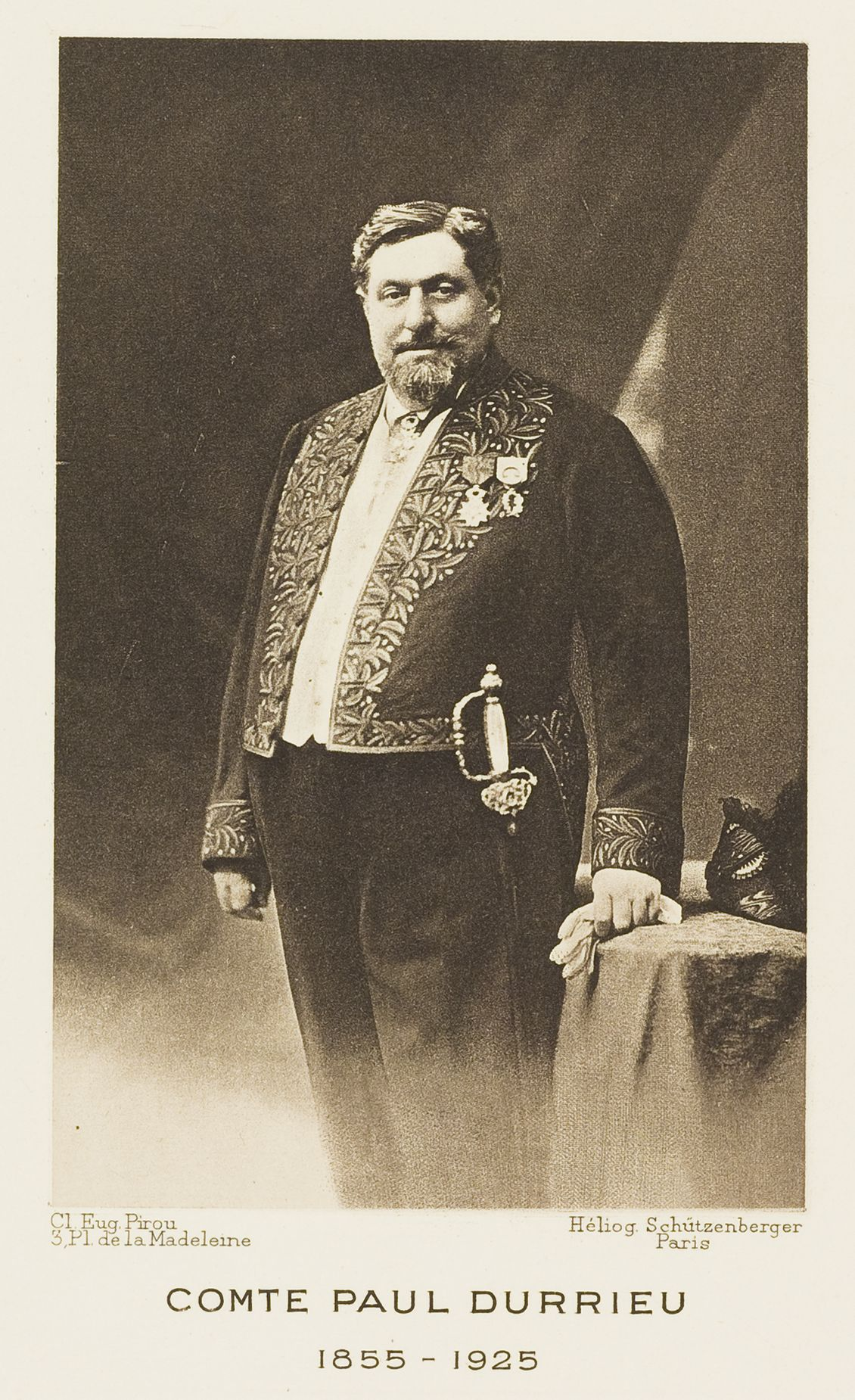
Paul Durrieu

Graf Jean Marie Paul Simon Durrieu (geboren am 2. Oktober 1855 in Straßburg; gestorben am 24. November 1925 in Grenade-sur-l’Adour) war ein französischer Archivar, Kunsthistoriker und Mediävist.

## Leben
Durrieu war der Sohn des Henri Durrieu (1821–1890) und dessen Frau Gabrielle (geborene Lacave-Laplagne, 1829–1891) sowie ein Enkel des Generals Antoine Simon Durrieu und mütterlicherseits ein Enkel des Politikers Jean Lacave-Laplagne (1795–1849). Er besuchte zunächst das Lycée Bonaparte in Paris, studierte dann Jura und setzte seine Ausbildung von 1874 bis 1878 an der École des chartes fort. Er schloss sein Studium mit dem „Diplômé archiviste paléographe“ (Abschlusszeugnis eines Archivar-Paläographen) ab. In den Jahren 1879 bis 1881 war er Mitglied der École française de Rome und war im Archiv von San Severino in Neapel tätig. Er veröffentlichte in dieser Zeit mehrere Studien. Anschließend war er von 1881 bis 1898 als Konservator der Gemälde und Zeichnungen in der Abteilung für Malerei des Louvre tätig, deren stellvertretender Kurator er 1888 wurde und bis 1902 blieb.
Als Mediävist befasste er sich mit der Geschichte der Kunst des Spätmittelalters (Malerei und illuminierte Manuskripte) sowie mit der Regionalgeschichte der Gascogne und der politischen, diplomatischen und militärischen Geschichte Frankreichs und Italiens. Er war zudem als Philologe und Buchliebhaber aktiv. Er galt als Spezialist für illuminierte Manuskripte und war Autor zahlreicher Veröffentlichungen zu diesem Thema.
1889 heiratete Durrieu Françoise Duchaussoy († 1949). Er sammelte selbst viele Manuskripte, Kunstwerke und französische Wandteppiche aus dem 15. Jahrhundert.

## Auszeichnungen und Mitgliedschaften
- 1903 Ritter der Ehrenlegion
- 1921 Offizier der Ehrenlegion[1]
- Officier de l’Instruction publique (Ordre des Palmes Académiques)
- 1907 Mitglied der Académie des inscriptions et belles-lettres
- Mitglied der Académie Royale d’Archéologie de Belgique
- 1888 Mitglied der Société des antiquaires de France
- 1890 Mitglied der Société de l’histoire de Paris et de l’Île-de-France (Präsident 1908)
- Mitglied der Société de l’Histoire de France in Paris (Präsident 1905)
- Mitglied des Comité des travaux historiques et scientifiques
- Mitglied der Société de l’École des chartes (Präsident 1921)
- Mitglied der Académie royale des Sciences, des Lettres et des Beaux-Arts de Belgique

## Publikationen (Auswahl)
- Les archives angevines de Naples. Étude sur les registres du roi Charles Ier (1265–1285) (= Bibliothèque des Écoles Françaises d’Athènes et de Rome. 46 und 51). 2 Bände, Ernest Thorin, Paris (Band 1, 1886 archive.org, Band 2, 1887 archive.org).
- Jean Sans-Peur, duc de Bourgogne, lieutenant et procureur général du diable ès parties d’Occident. In: Annuaire-Bulletin de la Société de l’histoire de France. Band 24, Nr. 2, 1887, ISSN 0399-1350, JSTOR:23410586, S. 193–224.
- La question des œuvres de jeunesse de Jean Fouquet. In: Recueil de mémoires publié par la Société nationale des Antiquaires de France à l’occasion de son centenaire. Paris 1904, S. 111–119.
- Le Boccace de Munich. Reproduction des 91 miniatures du célèbre manuscrit de la Bibliothèque Royale de Munich. Étude historique et critique, et explication détaillée des planches. J. Rosenthal, München 1909 (Textarchiv – Internet Archive – Der Münchener Boccaccio Reproduction der 91 Miniaturen des berühmten Manuskripts der K. Hof- und Staats-Bibliothek zu München).
- Le Jaques IV. Roi d’Eccosse. In: Gazette des Beaux-Arts. Band 5, Heft 3, 1921, S. 197–212.
- La miniature flamande au temps de la cour de Bourgogne (1415–1530). Librairie Nationale d’Art et d’Histoire van Oest, Brüssel 1921.
- Les Très belles Heures de Notre Dame du Duc Jean de Berry. Paris 1922.